# Look Who's Blue
| Recensione | Giudizio |
| ---------- | -------- |
| AllMusic   |          |

Look Who's Blue è un Album in studio del cantante e chitarrista country statunitense Don Gibson, pubblicato nel maggio del 1960 dalla RCA Victor Records.

## Tracce

### LP (1960, RCA Victor Records, LPM 2184/LSP 2184)
Lato A
1. My Hands Are Tied – 1:56 (testo: Vic McAlpin – musica: Roy Drusky) – Registrato il 16 gennaio 1960
2. Big Hearted Me – 2:18 (Don Gibson) – Registrato l'8 ottobre 1959
3. It Only Hurts for a Little While – 2:10 (testo: Mack David – musica: Fred Spielman) – Registrato il 16 gennaio 1960
4. Never Love Again – 1:57 (Rusty Kershaw, Doug Kershaw) – Registrato il 15 gennaio 1960
5. Lonely Street – 3:00 (Carl Belew, Kenny Sowder, W.S. Stevenson) – Registrato il 15 gennaio 1960
6. Just One Time – 2:45 (Don Gibson) – Registrato il 3 gennaio 1960

Durata totale: 14:06
Lato B
1. Why Don't You Love Me? – 1:50 (Hank Williams) – Registrato il 15 gennaio 1960
2. My Love for You – 2:36 (Warner MacPherson) – Registrato il 16 gennaio 1960
3. On the Banks of the Ponchartrain (Talvolta il brano viene riportato con il titolo On the Banks of the Old Ponchartrain) – 2:38 (Hank Williams, Ramona Vincent) – Registrato il 15 gennaio 1960
4. If I Can Stay Away – 2:30 (Grady Martin) – Registrato il 15 gennaio 1960
5. The Streets of Laredo – 3:18 (Tradizionale) – Registrato il 16 gennaio 1960
6. Everybody but Me – 1:54 (Dave Burgess) – Registrato l'8 ottobre 1959

Durata totale: 14:46

## Formazione
- Don Gibson – voce, chitarra

### Gruppo
- Hank Garland – chitarra  (A2, A6, B6)
- Chet Atkins – chitarra (A1, A3, A4, A6, B1, B2, B3, B4, B5)
- Jimmie Selph – chitarra (A2, B6)
- Ray Edenton – chitarra (A1, A3, A4, A5, A6, B1, B2, B3, B4, B5)
- Leon Sutton – chitarra (A1, A3, A4, A5, B1, B2, B3, B4, B5)
- Floyd Cramer – pianoforte (in tutti i brani)
- Jimmy Day – chitarra steel (A4, A5, B1, B3, B4)
- Junior Huskey – contrabbasso (in tutti i brani)
- Buddy Harman – batteria (A1, A2, A3, A6, B2, B5, B6)
- Douglas Kirkham – batteria (A4, A5, B1, B3, B4)
- The Anita Kerr Singers (gruppo vocale) – cori (A2, B6)
- The Jordanaires (gruppo vocale) – cori (A1, A3, A4, A5, A6, B1, B2, B3, B4, B5)[3]

### Produzione
- Chet Atkins – produzione
- Registrazioni effettuate a Nashville, Tennessee
- Bill Porter – ingegnere delle registrazioni
- Pat Anderson – note retrocopertina album originale[4]

## Classifica
Singoli
| Anno | Titolo del brano | Classifica        | Posizione raggiunta |
| ---- | ---------------- | ----------------- | ------------------- |
| 1960 | Just One Time    | Hot 100           | 29                  |
| 1960 | Just One Time    | Hot Country Songs | 2                   |
| 1960 | Big Hearted Me   | Hot Country Songs | 29                  |